# Ганнон I Великий
Ганнон I Великий — карфагенский военачальник и политик.

## Биография

### Война с Дионисием Старшим
В 368 году до н. э. на территории Сицилии началась новая война между Сиракузами Дионисия Старшего и Карфагеном. После эпидемии Карфаген вновь ослаб. От него отпали ливийцы и сардинцы, и началась новая борьба за власть. В результате этой борьбы, по мнению учёных, от власти были оттеснены Магониды. Власть перешла к Ганнону. Против него выступил Суниат. Проиграв в открытой борьбе Ганнону, он выдал Дионисию военные секреты карфагенян. Суниат был осуждён, и в Карфагене запретили использование греческого языка. Дионисий, пользуясь смутой в Карфагене, вновь пытался выбить карфагенян из Сицилии, его войска захватили гору Эрикс, взяв город Селинунт, и осадили Лилибей. Но карфагеняне, «снарядив 200 кораблей», разбили сиракузцев в морской битве при Эриксе. Это поражение, а также смерть Дионисия привели к тому, что по миру 367 года до н. э. граница была восстановлена.
Ганнон стал самым влиятельным человеком в Карфагене.

### Война с Тимолеонтом
В 345 году до н. э. держава Дионисия Младшего распалась окончательно. Правящий в Леонтинах Гикет заключил союз с Карфагеном. Карфагеняне планировали взять контроль над островом и сделать Гикета правителем Сиракуз. На помощь Гикету отправили Ганнона. Тот прибыл на ста пятидесяти кораблях во главе пятидесяти тысяч пехоты, имея триста боевых колесниц, более двух тысяч всадников, многочисленные осадные машины и огромный запас продовольствия.
Карфагеняне, выступив на Энтеллы, опустошили сельскую местность и блокировали город. Кампанцы, населявшие город, обратились за помощью к соседям. Из них помощь оказал только город Галерия, пославший тысячу гоплитов, которые были уничтожены. Кампанцы из города Этне, планировавшие оказать помощь, узнав о разгроме войск из Галерии, передумали.
Гикет смог завладеть Сиракузами, кроме острова Ортигии, удерживаемой Дионисием Младшим. От Гикета карфагеняне узнали о прибытии призванного греками из Коринфа Тимолеонта в Регий. Карфагеняне отправили к городу двадцать триер, призванных блокировать вдвое меньший греческий флот. Тимолеонт под предлогом обращения к регийцам обманул карфагенских послов и флот и ускользнул к сицилийскому городу Тавромению. Из Тавромения Тимолеон с тысячей воинов пошёл на Сиракузы.
Так как Ганнон не смог помешать высадке, карфагеняне дали ему другое задание, заменив его представителем другой партии — Магоном. Тимолеонт добился от Дионисия сдачи ему островной части Сиракуз. Гикет призвал военачальника Магона со всем флотом. Тот прибыл на сто пятидесяти кораблях во главе войска из пятидесяти — шестидесяти тысяч пехотинцев и высадился в городе.
Греки, удерживавшие крепость на острове, испытывали нужду в съестных припасах и постоянные атаки карфагенян. Так как Тимолеонт снабжал осаждающих из Катаны, Магон и Гикет решили взять этот город. Выбрав лучших воинов, они отправили их на Катану. Тем временем военачальник осаждённых Неон заметил, что осаждающие несут свою службу лениво и небрежно. Он, ударив по осаждающим, обратил их в бегство и захватил Ахрадину, ещё одну часть города Сиракуз. Обнаружив там большие запасы хлеба и богатую казну, Неон укрепил стену вокруг Ахрадины и расставил повсюду свои караулы. Магон и Гикет уже приближались к Катане, когда их догнал вестник и сообщил о взятии Ахрадины. Они поспешили обратно.
Тем временем италийские греки смогли воспользоваться ошибкой Ганнона и переправились на остров:

Коринфяне в Фуриях отчасти из страха перед карфагенским флотом, который, под командою Ганнона, их подстерегал, отчасти из-за морских бурь, длившихся уже много дней, приняли решение продолжить путь сушею, через Бруттий, и, воздействуя на варваров где убеждением, а где и силою, благополучно достигли Регия. Непогода продолжала свирепствовать, и Ганнон, который не ждал от коринфян решительных действий и полагал, что медлит понапрасну, в полной уверенности, что измыслил тонкий и хитроумный обман, приказал матросам надеть венки, украсил триеры греческими щитами и пурпурными тканями и поплыл к Сиракузам. Проходя мимо крепости, он, чтобы нагнать уныние на осаждённых, велел своим людям бить веслами по воде, хлопать в ладоши и кричать, что, мол, они разбили и одолели коринфян, захватив их в море во время переправы. Но пока он разыгрывал эту вздорную игру, коринфяне, прибывшие из Бруттия в Регий, видя, что пролив никто не охраняет и что ветер внезапно упал и волнение совсем улеглось, быстро погрузились на плоты и рыбачьи челноки, оказавшиеся под рукой, и направились к сицилийскому берегу; насколько безопасным было их плавание и какая стояла тишь, можно судить по тому, что кони, повинуясь поводу, плыли рядом с судами.— Плутарх. Сравнительные жизнеописания: Тимолеонт (глава 19)
После того как эти отряды греков подошли к Сиракузам, на помощь Тимолеонту стали приходить и сицилийские греки. Магон, опасаясь за надёжность осаждавших Сиракузы греческих наёмников, вопреки уговорам Гикета уплыл в Африку. По словам Плутарха, Магон покончил жизнь самоубийством, но карфагеняне, разъярённые его неудачными действиями в Сицилии, распяли на кресте его труп.
После этого Тимолеонт смог изгнать противника из Сиракуз.

### Мятеж Ганнона
Отстранённый от командования Ганнон попытался захватить власть. Под предлогом свадьбы дочери он задумал собрать в своём доме всех сенаторов и уничтожить их. Под этим же предлогом он решил устроить пир для народа, чтобы получить его поддержку. Но карфагенская знать разгадала его хитрость. Узнав об этом, Ганнон бежал из города и, вооружив 20 тысяч рабов, захватил крепость и стал ждать, когда на его сторону перейдут ливийцы и нумидийцы.
Мятеж закончился неудачей. После жестоких пыток Ганнон был распят. Были казнены родичи Ганнона и его сыновья. Лишь один сын — Гисгон смог уцелеть, но и он был изгнан. Призванный из изгнания после разгрома карфагенян в битве при Кримиссе в 340 году до н. э. Гисгон смог заключить мир, сохранивший владения пунийцев на острове.